# Service d'assistance pédagogique à domicile
 (octobre 2011).
Si vous disposez d'ouvrages ou d'articles de référence ou si vous connaissez des sites web de qualité traitant du thème abordé ici, merci de compléter l'article en donnant les références utiles à sa vérifiabilité et en les liant à la section « Notes et références ».
En France, le Service d'assistance pédagogique à domicile (SAPAD) est une structure départementale du Ministère de l'Éducation nationale. Chaque service organise des cours pour les élèves qui ne peuvent se rendre à l'école en raison d'un problème de santé (maladie ou accident) important. Le but est d'assurer la continuité des apprentissages, et de favoriser la réintégration de ces élèves dans leur classe d'origine. Les SAPAD remédient aux ruptures de scolarité temporaires - les ruptures durables relèvent du CNED.

## Organisation des cours
Les cours à domicile sont donnés par des enseignants du public ou du privé, qui sont rémunérés par l’Éducation nationale en heures supplémentaires - les SAPAD sollicitent en premier lieu l'enseignant de l'élève; s'il n'est pas disponible, des enseignants de son établissement; et sinon, des enseignants du secteur géographique. Ce service est gratuit pour les familles. Un élève malade a droit généralement à entre quatre et six heures hebdomadaires, selon la classe.

## Pour en bénéficier
Les SAPAD peuvent être saisis directement par la famille, mais aussi par le chef d'établissement, par le médecin, par un travailleur social ou par l'enseignant - toujours en accord avec la famille. Le dossier comporte un certificat médical. Sont concernés aussi bien les élèves de l'enseignement public que ceux de l'enseignement privé sous contrat. Les SAPAD sont théoriquement ouverts dès la première année de Maternelle. Mais le manque de ressource fait que dans la quasi-totalité des départements, ils n'interviennent qu'à partir de la troisième année de Maternelle, voire de la première année de l’Élémentaire.

## Origine des SAPAD
Les SAPAD ont été créés par la circulaire n°98-151 du 17 juillet 1998, qui se réfère au droit à l'éducation tel qu'énoncé par la loi d'orientation sur l'éducation du 10 juillet 1989. Il s'agit d'une officialisation et d'une généralisation des actions mises en place dès 1986 par l'association des PEP (Pupilles de l'enseignement public).

## Quelques chiffres
En 2005, un peu plus de 5 000 élèves ont bénéficié de SAPAD, pour un total de 95 000 heures de cours.
En 2015, le nombre d'élèves ayant besoin d'un suivi scolaire adapté, pour raisons de santé, est estimé à "ntre 12.000 et 15.000"